# Brunns kyrka
Brunns kyrka är en kyrkobyggnad i Brunn, strax väster om Ulricehamn. Den tillhör sedan 1938 Ulricehamns församling (tidigare Brunns församling) i Skara stift. 

## Historia
Den nuvarande kyrkan ersatte en liten och dåligt underhållen medeltidskyrka, troligen byggd på 1100-talet. Den sista gudstjänsten där hölls i november 1893. Vid rivningen bibehölls murarna, som har restaurerats. De skymtar i sänkan ett stenkast från den nya kyrkan.

## Kyrkobyggnaden
Den nya kyrkan byggdes 1893 efter ritningar av arkitekt Adrian Crispin Peterson, vilka delvis omarbetades av Gustaf Pettersson. Den tillhör de många nygotiska granitkyrkor som uppfördes i Västsverige efter Petersons ritningar. Fasaden består av oputsad kvadersten i rå granit och gnejs med kontrasterande gult tegel. Koret är femsidigt och kyrkan har ett högt, spetsigt torn. Exteriören är välbevarad.  
Interiören hade öppen takstol och väggarna målades med kvaderimitation i oljefärg. Bänkinredningen var öppen med nygotiska gavlar. Vid restaureringen 1927 under ledning av Axel Forssén förändrades kyrkorummet helt. Fönstrens gjutjärnsbågar byttes mot träbågar och korets tre östra fönster murades igen. Den öppna takstolen doldes bakom ett tunnvalv av plywood. Läktaren breddades och tre inventarier från den gamla kyrkan: altaruppsatsen, predikstolen och ett dekorerat läktarbröst, återkom och övrig nytillverkad inredning anpassades till dessa, bland annat nya bekvämare bänkar. Dessutom tillkom en ny port mellan långhus och vapenhus. Återinvigningen ägde rum i oktober 1927. Två år senare fick kyrkan elbelysning och 1946 eluppvärmning. År 1966 målades interiören om, varvid taket fick en varmgrå ton och väggarna kalkades.
Till kyrkbygget tillkom en testamentsgåva på 10 000 kr. i dåvarande peningvärde från Johan Magnus Edman som under pågående kyrkbygge avled på Gästgivaregården i Brunn.

## Inventarier

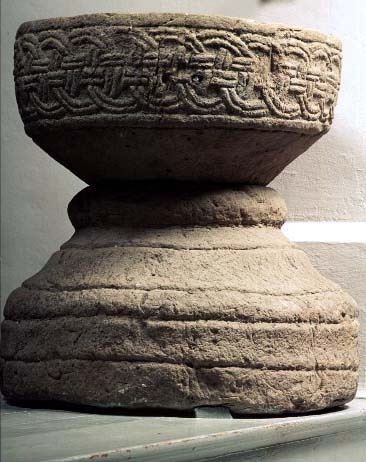
Dopfunten

- Dopfunt av sandsten tillverkad under 1100-talet i två delar. Höjd: 81 cm. Upphovsman är stenmästaren Andreas, som är känd till namnet genom att han signerat två av sina dopfuntar: de som ursprungligen tillhört Gällstad och Finnekumla kyrkor, idag på Statens historiska museum. Cuppan är cylindrisk, svagt buktande och med skrånande undersida. Runt livet finns en ringkedjefris. På randen två koncentriska kretsar och kors. Foten är rund med skrånande översida och överst avslutad med en kraftig vulst. Centralt, litet uttömningshål. [2]

- Predikstolen och altartavlan, föreställande instiftandet av nattvarden samt korsfästelsen, är utförda av rådmannen Hans Christoffer Datan 1714 och kommer från den gamla kyrkan.
- Krucifix omgivet av fyra kvinnofigurer. Inhemskt arbete i ek från andra halvan av 1400-talet.[3]
- Kollekthåv från 1766 som skänkts av greve Gustaf Adolph Sparre.
- Oblatask av drivet silver från slutet av 1600-talet.

### Klockor
Den medeltida storklockan har skriftband med elva bokstavsliknande tecken, som emellertid inte har någon skönjbar mening. Under skriftbandet finns fyra medaljonger, som misslyckats i gjutningen.

## Orgel
Orgeln på den västra läktaren har fjorton stämmor fördelade på två manualer och pedal. Den byggdes 1927 av Nordfors & Co. Instrumentet är sedan 2005 inte spelbart och nu används en digitalorgel placerad i koret.
Disposition (läktarorgeln):
| Manual I (C-g3) | Manual II (C-g3)    | Pedal (C-f1)  | Koppel          |
| --------------- | ------------------- | ------------- | --------------- |
| Borduna 16'     | Violin Principal 8' | Subbas 16'    | II/I            |
| Principal 8'    | Rörflöjt 8'         | Violoncell 8' | I/P             |
| Flöjt-Harm.     | Salicional 8'       |               | II/P            |
| Gamba 8'        | Voix celeste 8'     |               | Oktavkoppel 4'  |
| Dolce 8'        | Flöjt-oktaviant 4'  |               | Oktavkoppel 16' |
| Oktava 4'       |                     |               |                 |
| Trumpet 8'      |                     |               |                 |
| Kalkant         |                     |               |                 |

Automatisk pedalväxling, Tutti, Forte, Mezzoforte, Piano, två fria kombinationer samt registersvällare och crescendosvällare för hela orgeln.

### Diskografi
Musik inspelad på kyrkans orgel.
- Orgeln i Brunns kyrka / Blomberg, Göran, orgel. Singel. ARR 45017. 1969.

## Bilder

### Interiör

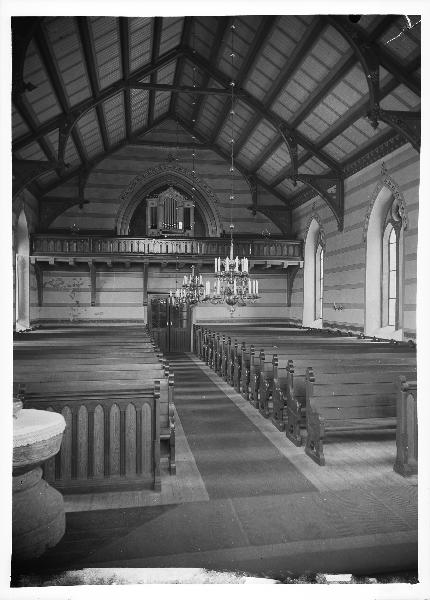
Originalinteriör mot orgelläktaren före restaureringen 1927.
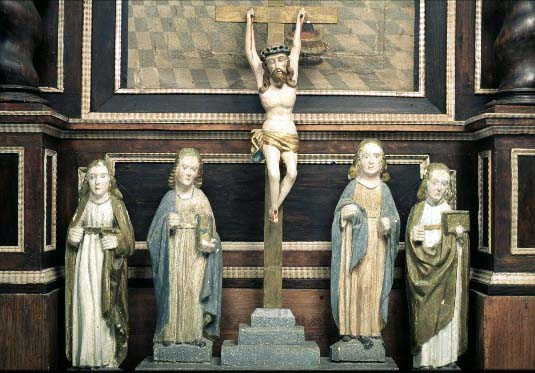
Figuriner från 1400-talet
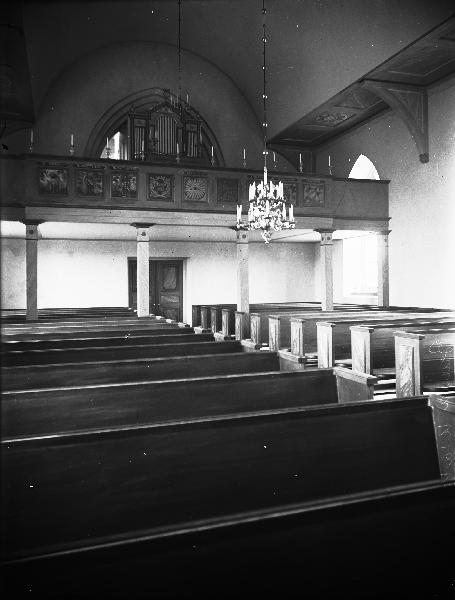
Mot orgelläktaren efter restaureringen 1927.
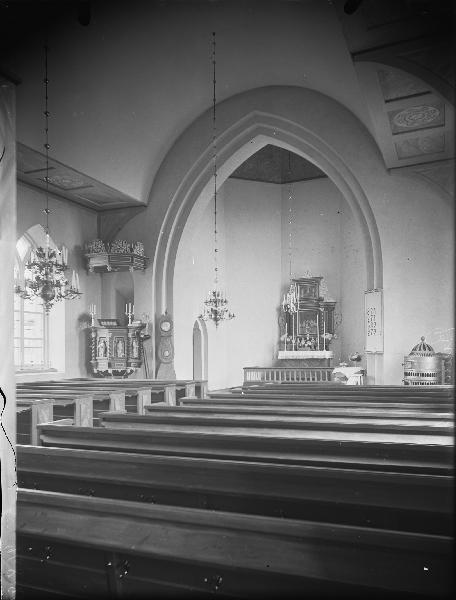
Interiör mot koret efter restaureringen 1927.
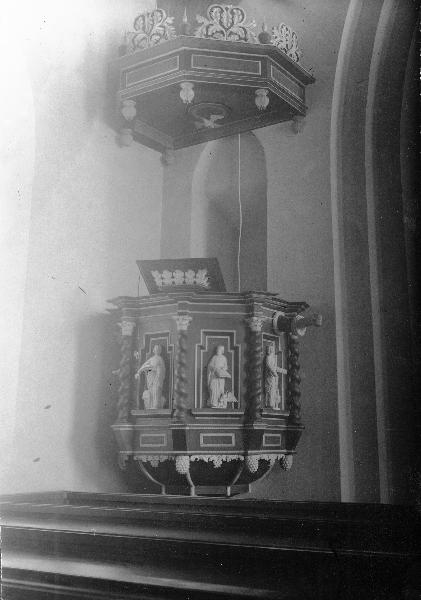
Predikstol
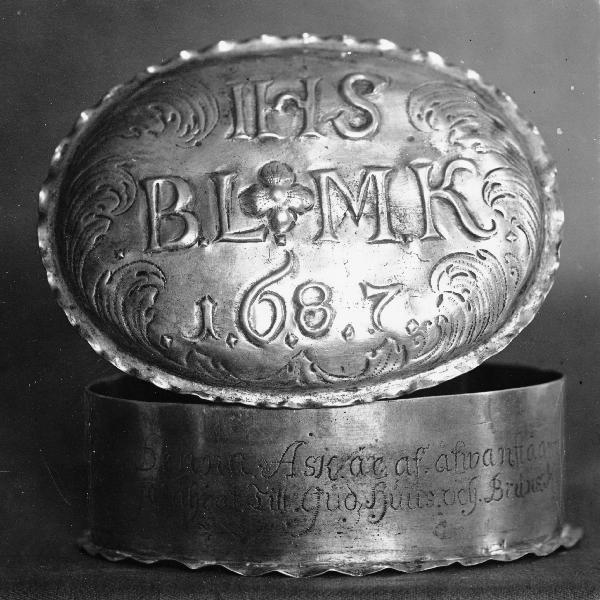
Oblatask i silver.
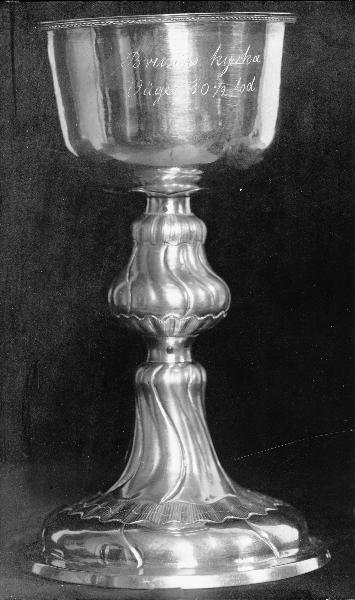
Nattvardskalk i silver

### Den gamla kyrkan

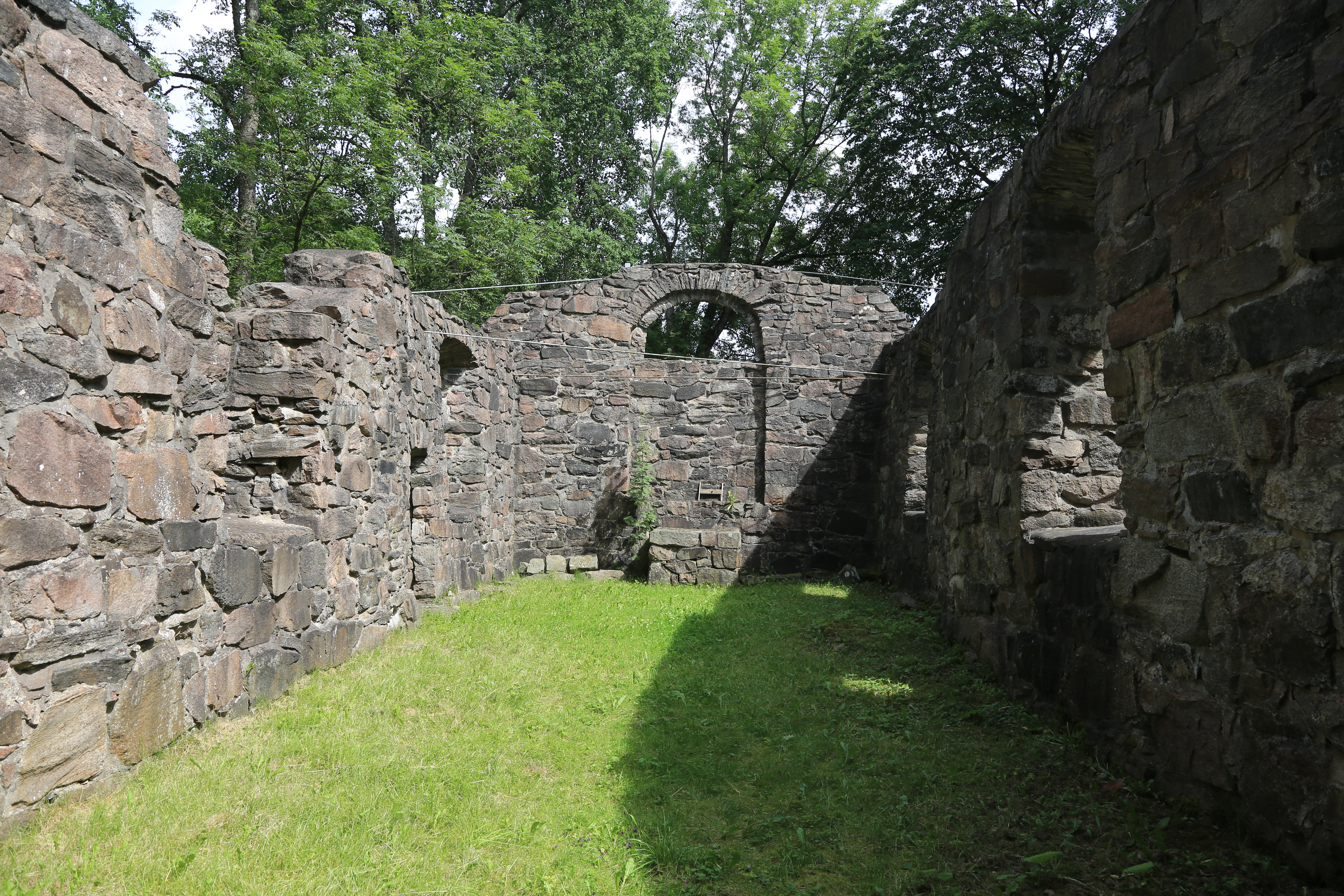
2014
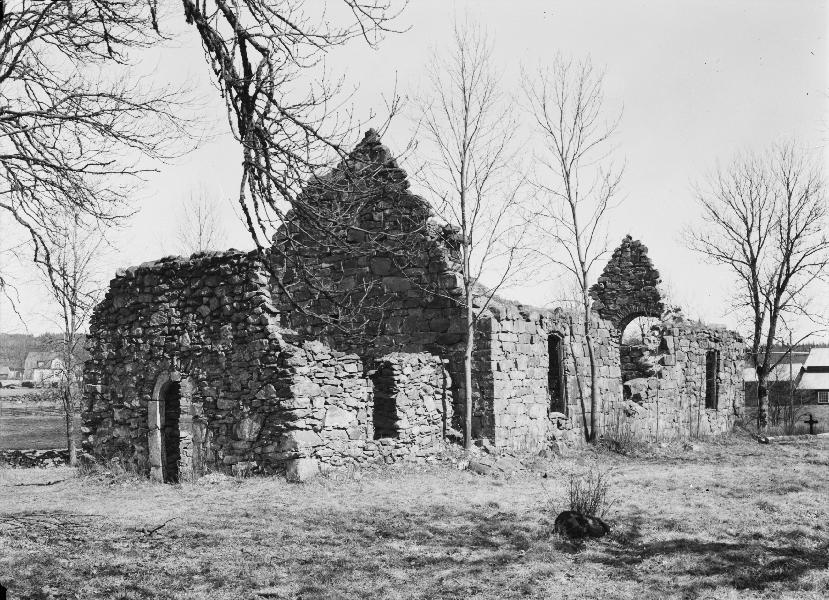
1893
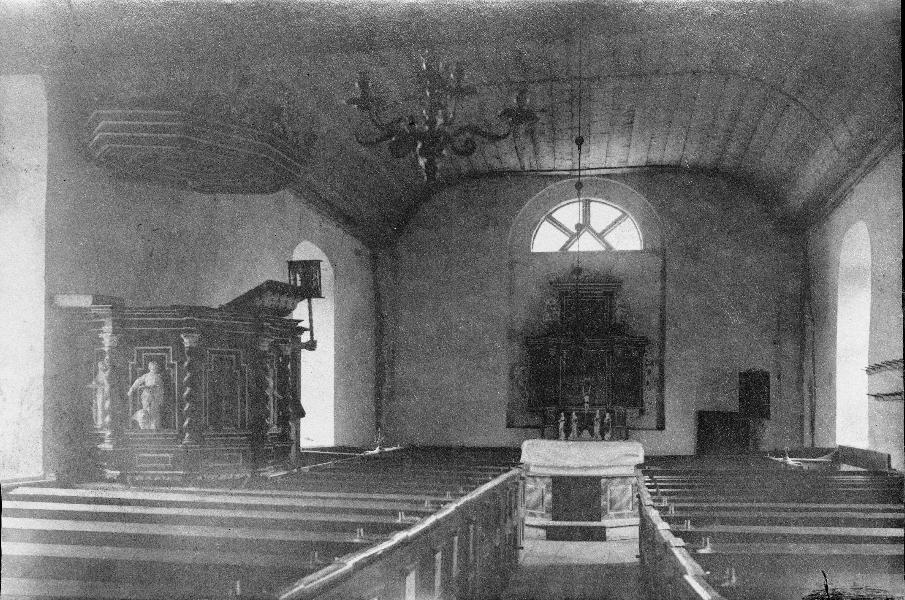
Interiör 1893.
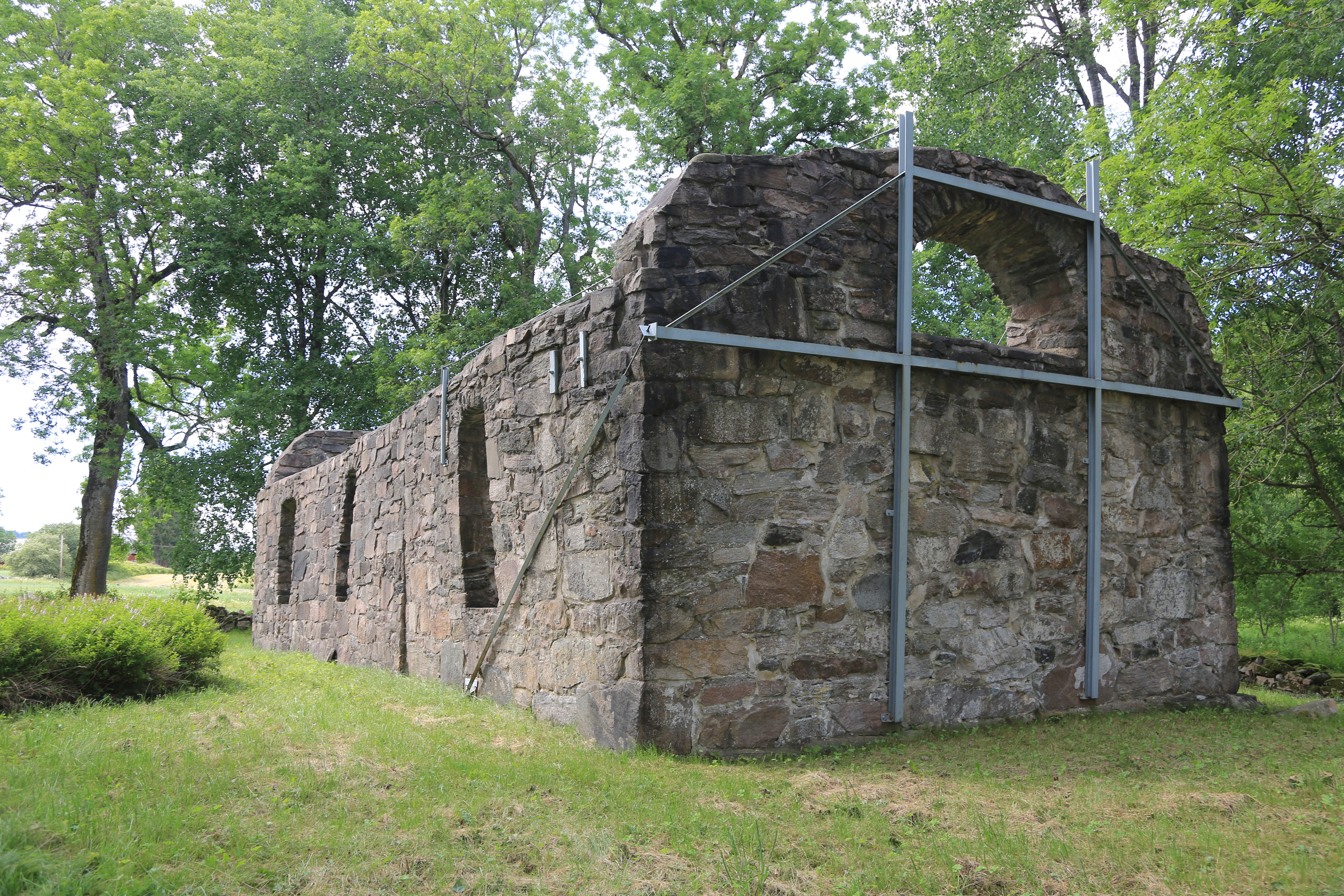
2014
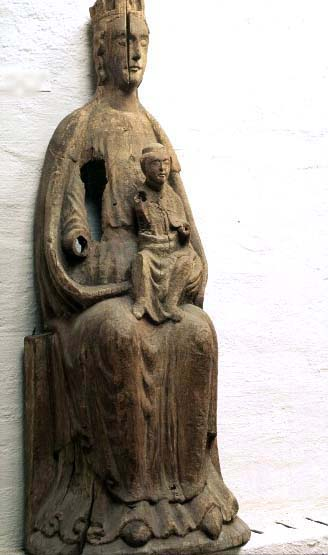
Madonna från 1200-talet, nu på Västergötlands museum.